# Leila Ben Youssef
Leila Ben Youssef (ur. 13 listopada 1981) – tunezyjska lekkoatletka, która specjalizuje się w skoku o tyczce.

## Osiągnięcia
- złoto igrzysk afrykańskich (Algier 2007)
- złoty medal mistrzostw Afryki (Addis Abeba 2008)

W 2008 reprezentowała Tunezję podczas igrzysk olimpijskich w Pekinie. 32. lokata w eliminacjach nie dała jej awansu do finału.

## Rekordy życiowe
- skok o tyczce – 4,30 (2008) rekord Tunezji
- skok o tyczce (hala) – 4,11 (2008)